# Pik Candera
Der Pik Candera (englische Transkription von russisch Пик Цандера Pik Zandera) ist ein Nunatak im ostantarktischen Königin-Maud-Land. Er gehört zur Gruppe der Hemmestadskjera in den Drygalskibergen der nördlichen Orvinfjella. 
Russische Wissenschaftler benannten ihn. Der Namensgeber ist nicht überliefert. Wahrscheinlich handelt es sich um den sowjetischen Gelehrten, Erfinder und Raketenbauer Friedrich Arturowitsch Zander (1887–1933).